# Fram (Schiff, 2007)
Die Fram ist ein Passagier- und RoRo-Schiff der Reederei HX, das hauptsächlich für Expeditionskreuzfahrten konzipiert wurde. Sie hat eine Länge von ca. 114 Metern, eine Breite von 20 Metern und ist mit 11.650 BRZ vermessen. Das Schiff ist mit der Eisklasse 1B (durchschnittliche Eisverhältnisse mit einer Eisdicke bis 0,6 m) zertifiziert.
Der Name des Schiffes wurde von dem in Oslo ausgestellten gleichnamigen Forschungsschiff übernommen, mit dem die Polarforscher Fridtjof Nansen, Otto Sverdrup und Roald Amundsen mehrere Expeditionen in die Arktis und Antarktis unternahmen.

## Geschichte

### Bau und Indienststellung
Am 30. September 2005 beauftragte die Ofotens og Vesteraalens Dampskibsselskap A/S die italienische Werft Fincantieri mit dem Bau eines neuen Passagierschiffs, das hauptsächlich im Kreuzfahrtdienst in den Polargebieten, jedoch auch auf der Hurtigruten eingesetzt werden sollte. Das Schiff wurde mit der Baunummer 6144 am 21. August 2006 in Monfalcone auf Kiel gelegt, im November des gleichen Jahres wurde das Baudock geflutet. Nach der Fertigstellung wurde das Schiff im Februar 2007 probegefahren. Am 23. April 2007 konnte das Schiff an die Eignergesellschaft Hurtigruten ASA abgeliefert werden. Danach wurde es über Barcelona, Rotterdam, Hamburg und Kopenhagen nach Oslo überführt und dort am 19. Mai 2007 von der norwegischen Kronprinzessin Mette-Marit auf den Namen Fram getauft. Der Kaufpreis wurde mit umgerechnet 68,6 Millionen Euro angegeben.
Im Rahmen der Abspaltung von Hurtigruten Expeditions ging die Fram in das Eigentum von HX über.

### Einsatz
Im Gegensatz zu den anderen Schiffen auf der Hurtigruten verkehrt die Fram nicht im Liniendienst an der norwegischen Küste, sondern wird ausschließlich für Expeditionskreuzfahrten eingesetzt. Während der Sommermonate auf der Nordhalbkugel führt das Schiff Kreuzfahrten in den Gewässern um Spitzbergen (Inselgruppe) und Grönland durch und wird im Winterhalbjahr in die Antarktis verlegt. Während der Überführungsfahrten werden auch Ziele in tropischen Breiten angelaufen.

### Zwischenfälle
Am Abend des 28. Dezember 2007 kollidierte die Fram nach einem Motorenausfall in antarktischen Gewässern vor Brown Bluff mit einem Eisberg und wurde dabei an der Außenhaut beschädigt. Trotz dieses Schadens konnte das Schiff mit eigener Kraft den nächstgelegenen Anlegeplatz einer chilenischen Militärbasis auf King George Island anlaufen. Passagiere kamen bei der Havarie nicht zu Schaden.

## Maschinenanlage und Antrieb
Die Fram ist mit einer dieselelektrischen Maschinenanlage ausgerüstet. Vier Dieselgeneratorsätze versorgen das Schiff mit elektrischer Energie. Ein Generatorsatz besteht aus einem langhubig ausgelegten Sechszylinder-Dieselmotor des Typs MaK 6M25, der bei einer Drehzahl von 750/min eine Nennleistung von 2000 kW (ca. 2720 PS) entwickelt und einen Drehstromgenerator antreibt.
Das Schiff selbst wird über zwei Ruderpropeller des Typs Rolls-Royce „Aquamaster AZP 120“ angetrieben. Die elektrischen Antriebsmotoren befinden sich im Schiffsrumpf und wirken über Wellen und Winkelgetriebe auf die beiden in Fahrtrichtung ausgerichteten 4-Blatt-Festpropeller („Zugpropeller“). Die Gondeln lassen sich um 360° drehen und ermöglichen eine hohe Manövrierfähigkeit. Darüber hinaus verfügt die Fram über zwei Querstrahlruder im Bug sowie ein Paar Flossenstabilisatoren.

## Ausstattung
Die Fram bietet auf 8 Decks und in 128 Kabinen Platz für 318 Passagiere und 70 Mann Besatzung. Bei Küstenfahrt in Norwegen ist sie für maximal 500 Passagiere, bei Expeditionsfahrt lediglich für 400 Passagiere zugelassen. Die von der Kultur Grönlands beeinflusste Inneneinrichtung der Fram entwarf der Architekt Arne Johansen. Die öffentlich zugänglichen Bereiche wurden in grönländischer Sprache benannt. Das Schiff ist mit Kunstwerken der grönländischen Künstlerinnen Anne-Birthe Hove und Miki Jacobsen sowie der norwegischen Künstler Thor Erdahl, Lars Lerin, Lars-Erik Karlsen und Håkon Anton Fageras geschmückt.
Um auch im Liniendienst auf der norwegischen Postschifflinie, der Hurtigruten eingesetzt werden zu können, verfügt das Schiff analog zu allen anderen Hurtigruten-Schiffen der neuen Generation über eine seitliche Ladeluke auf der Backbordseite, über die der Laderaum auf Deck 2 mit Fracht und PKW beladen werden kann. Der Frachtraum verfügt über eine Stellplatzkapazität für 200 Europaletten oder 25 PKW.

## Galerie

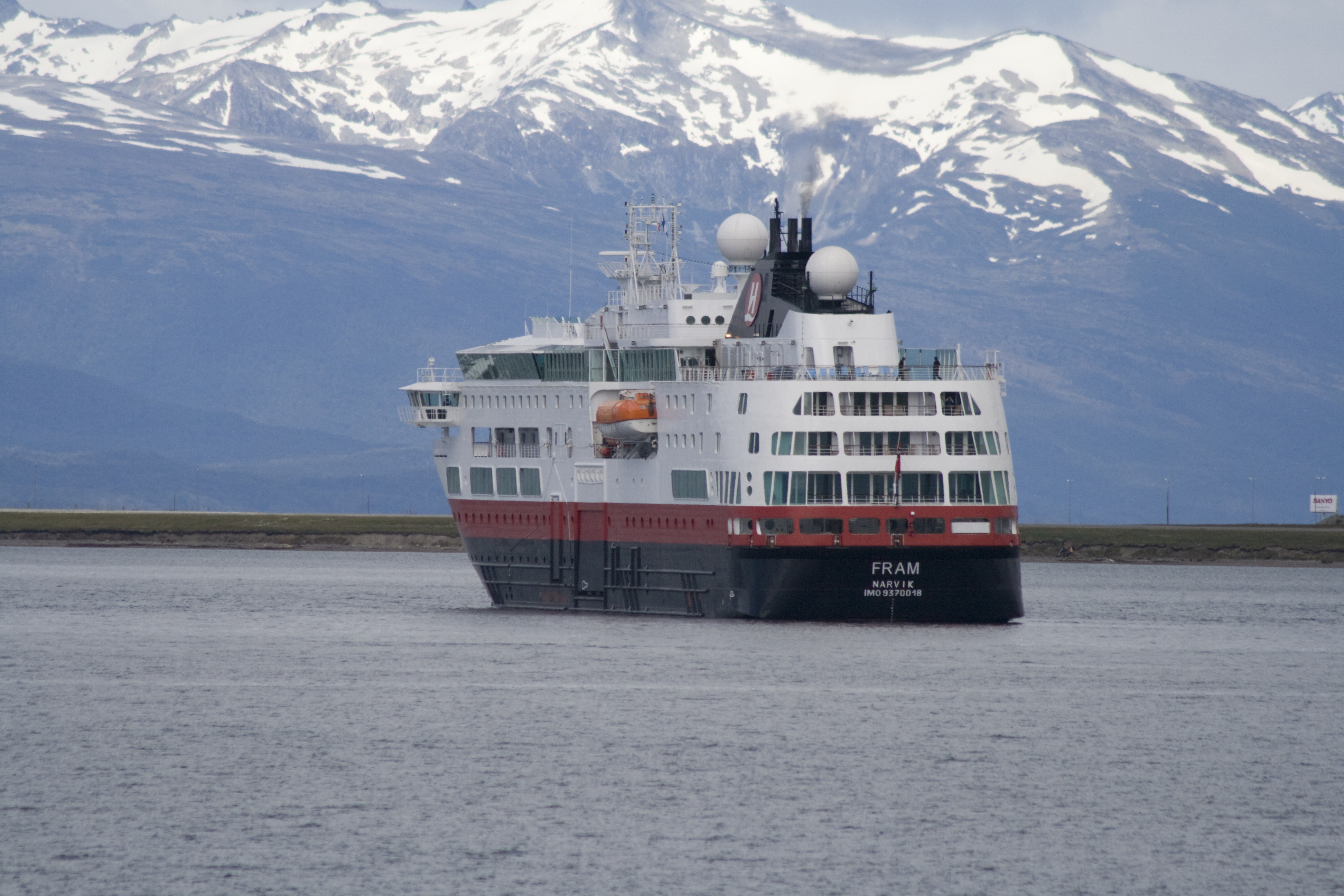
Heck und Backbordseite
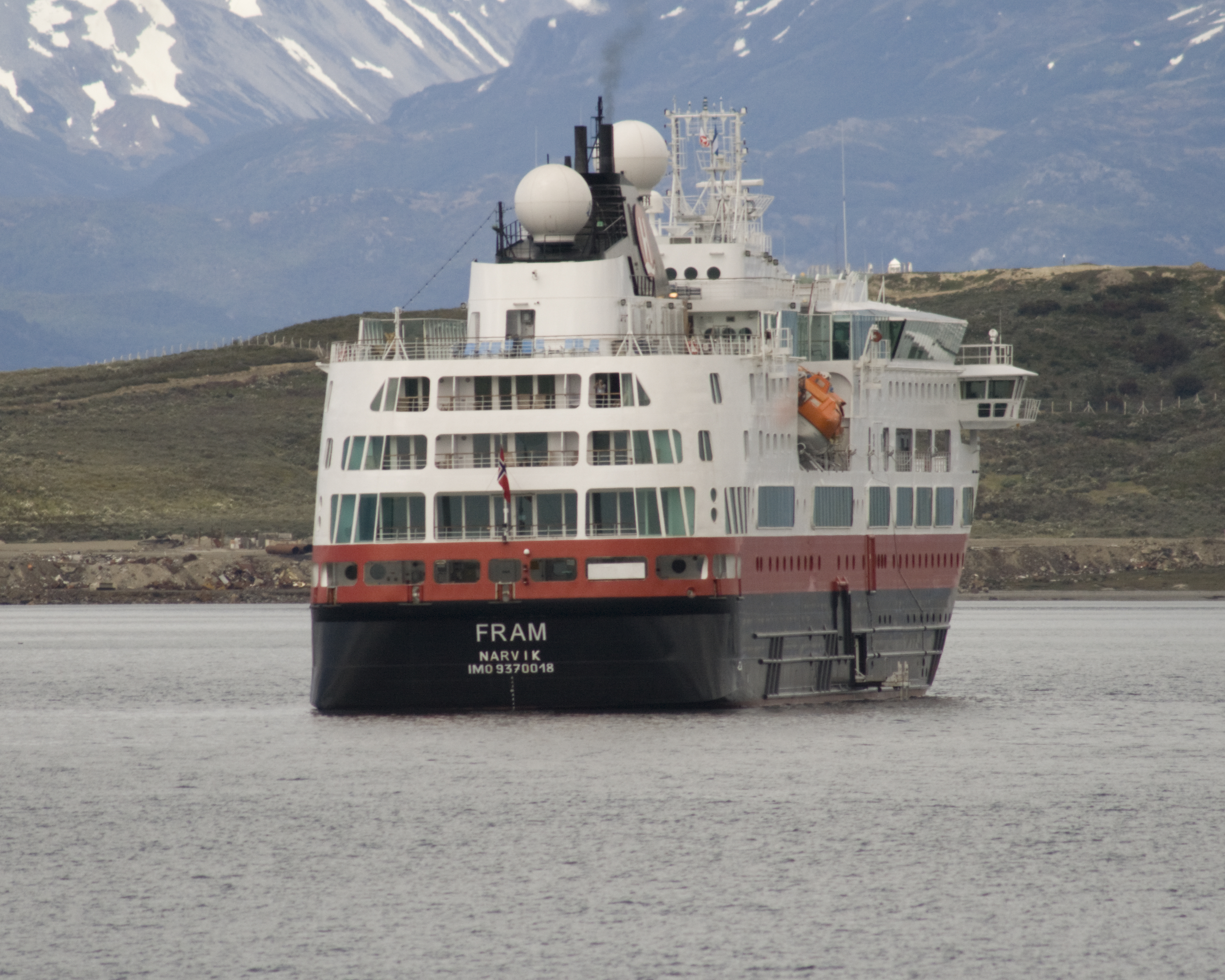
Heck
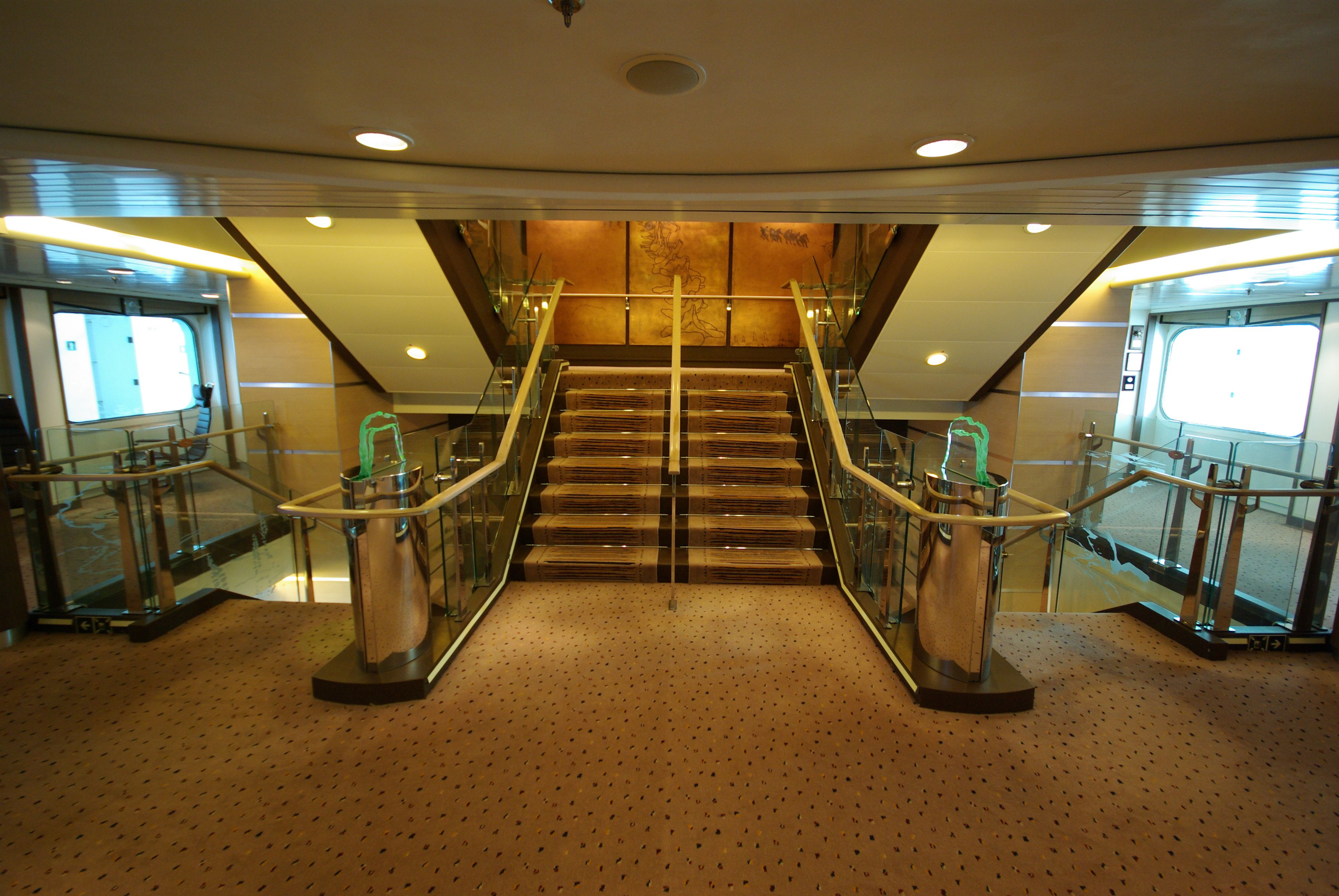
Treppenhaus auf Deck 5
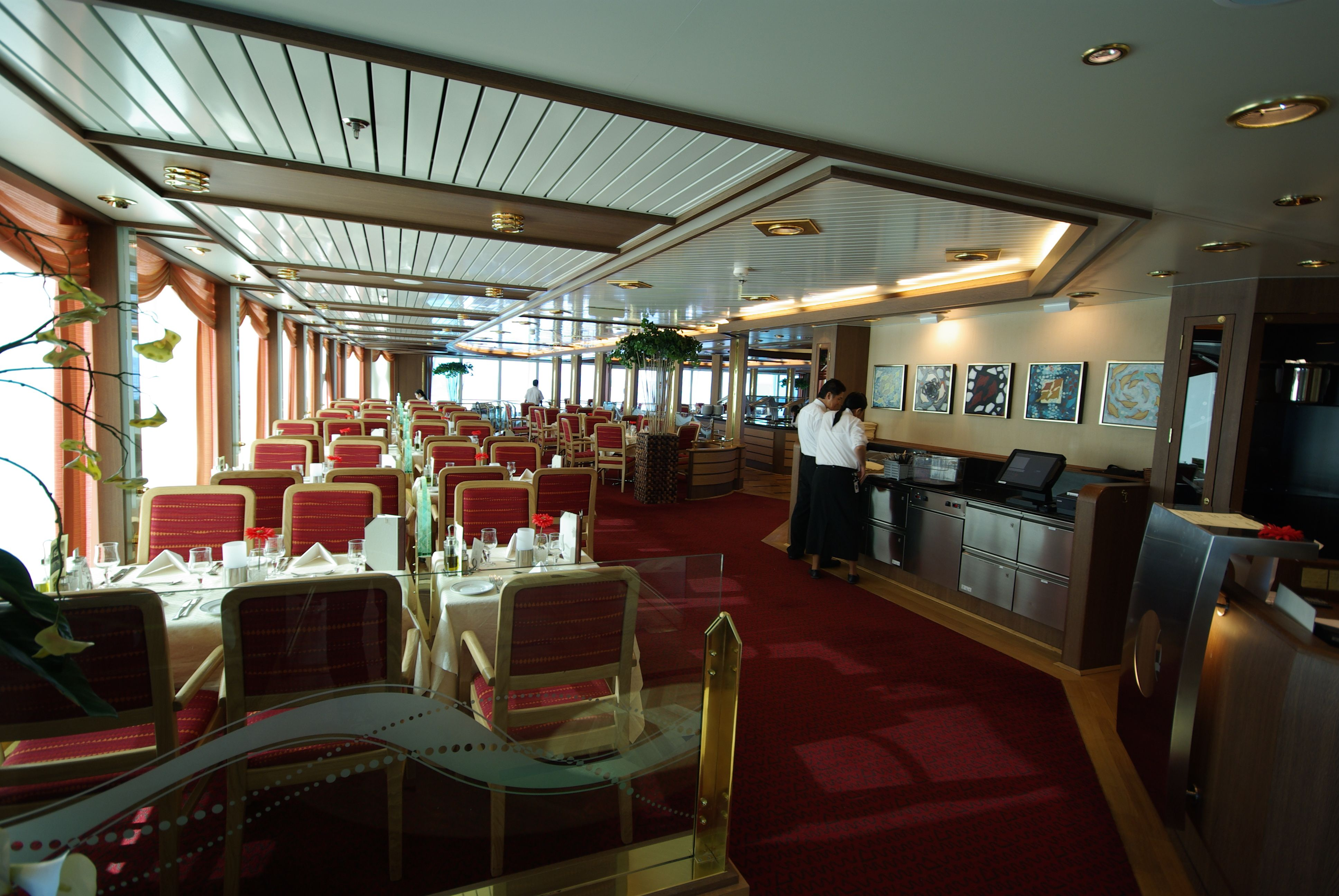
Blick in den Speisesaal